# Malcolm Cannon
Malcolm Roger Cannon (* 22. Juni 1944 in Birmingham) ist ein ehemaliger britischer Eiskunstläufer, der im Einzellauf und im Eistanz startete.
Im Einzellauf wurde Cannon 1963 und 1966 britischer Meister. Er nahm an drei Europameisterschaften und zwei Weltmeisterschaften teil. Sein bestes Ergebnis bei Europameisterschaften war der 12. Platz, den er 1962 und 1963 erreichte und bei Weltmeisterschaften der 18. Platz, den er 1963 und 1966 erreichte. Bei seinen einzigen Olympischen Winterspielen wurde er 1964 in Innsbruck Zwanzigster.
Im Eistanz gewann Cannon mit seiner Eistanzpartnerin Yvonne Suddick bei den Europameisterschaften 1967 und 1968 die Silbermedaille. Bei der Weltmeisterschaft 1967 errangen Suddick und Cannon die Bronzemedaille. 1968 in Genf wurden sie Vize-Weltmeister hinter ihren Landsleuten Diane Towler und Bernard Ford.

## Ergebnisse

### Einzellauf
| Wettbewerb / Jahr         | 1962 | 1963 | 1964 | 1965 | 1966 |
| ------------------------- | ---- | ---- | ---- | ---- | ---- |
| Olympische Winterspiele   |      |      | 20.  |      |      |
| Weltmeisterschaften       |      | 18.  |      |      | 18.  |
| Europameisterschaften     | 12.  | 12.  |      |      | 15.  |
| Britische Meisterschaften | 2.   | 1.   |      |      | 1.   |

### Eistanz
(mit Yvonne Suddick)
| Wettbewerb / Jahr         | 1967 | 1968 |
| ------------------------- | ---- | ---- |
| Weltmeisterschaften       | 3.   | 2.   |
| Europameisterschaften     | 2.   | 2.   |
| Britische Meisterschaften | 2.   | 2.   |